# Джі-Інь Чо
Джі-Інь Чо (англ. Ji-In Cho; нар. 30 грудня 1976, Леверкузен, Північний Рейн-Вестфалія, Німеччина) — німецька співачка, авторка-виконавиця, композиторка й музикантка корейського походження. Вокалістка гуртів Krypteria (2001-2012) та And Then She Came (2016-дотепер).

## Життєпис
Джі-Інь Чо народилася 30 грудня 1976 у німецькому місті Леверкузен. Має корейське коріння.

## Дискографія

### Соло
Сингли
- 2003: "Ironic"

### Become One
Альбоми
- 2004: "1"

Сингли
- 2003: "Don't Need Your Alibis"
- 2004: "Come Clean"

### Krypteria

#### Студійні альбоми
| Рік  | Назва               | Лейбл      | Чартова позиція | Чартова позиція | Чартова позиція |
| Рік  | Назва               | Лейбл      | [ 6 ]           | [ 7 ]           | [ 8 ]           |
| ---- | ------------------- | ---------- | --------------- | --------------- | --------------- |
| 2005 | Liberatio           | SMM        | 24              | 41              | 25              |
| 2005 | In Medias Res       | Synergy    | 66              | 86              | —               |
| 2007 | Bloodangel's Cry    | Synergy    | 55              | —               | 44              |
| 2009 | My Fatal Kiss       | Roadrunner | 63              | —               | —               |
| 2011 | All Beauty Must Die | Liberatio  | 24              | —               | —               |

     означає неофіційний реліз

#### Міні-альбоми
- Evolution Principle (2006), Synergy Records
- Somebody Save Me (2007), Synergy Records

#### Збірники
- Krypteria (2003)

#### Сингли
| Рік  | Назва                               | Чартова позиція | Чартова позиція | Чартова позиція | Альбом                |
| Рік  | Назва                               | [ 9 ]           | [ 7 ]           | [ 8 ]           | Альбом                |
| ---- | ----------------------------------- | --------------- | --------------- | --------------- | --------------------- |
| 2005 | "Liberatio"                         | 3               | 5               | 20              | Liberatio             |
| 2005 | "Victoriam Speramus"                | 89              | —               | —               | In Medias Res         |
| 2007 | "Somebody Save Me"                  | —               | —               | —               | Bloodangel's Cry      |
| 2009 | "Ignition"                          | —               | —               | —               | My Fatal Kiss         |
| 2009 | "For You I'll Bring the Devil Down" | —               | —               | —               | My Fatal Kiss         |
| 2011 | "You Killed Me"                     | —               | —               | —               | All Beauty Must Die   |
| 2011 | "Live To Fight Another Day"         | —               | —               | —               | All Beauty Must Die   |
| 2011 | "BVB Meisterhymne 2011"             | 6               | —               | —               | не входить до альбому |

     означає неофіційний реліз